# Рикардиньо
Рика́рдо Луи́с По́цци Родри́гес (порт.-браз. Ricardo Luiz Pozzi Rodrigues; Ricardinho; род. 23 мая 1976, Сан-Паулу), более известный как Рикарди́ньо (порт.-браз. Ricardinho) — бразильский футболист, полузащитник, чемпион мира 2002 года. В настоящее время работает тренером.

## Карьера
Рикардиньо начал футбольную карьеру в команде «Парана» в 1995 году. Спустя два года он на один сезон отправился во Францию, где выступал за «Бордо».
В 1998 году полузащитник вернулся в Бразилию, в «Коринтианс», с которым за четыре года завоевал по два титула чемпиона Бразилии и штата Сан-Паулу, Кубок Рио-Сан-Паулу, Кубок Бразилии, а также стал первым в истории победителем Клубного чемпионата мира ФИФА в 2000 году. Рикардиньо был одним из лидеров в своей команде, наряду с Вампетой, Марселиньо Кариокой, Фредди Ринконом, Эдилсоном и Луизаном.
После завоевания со сборной Бразилии титула чемпиона мира в 2002 году Рикардиньо принял решение перейти в стан злейших соперников «Коринтианса», «Сан-Паулу». Сумма сделки составила 20,2 млн реалов (7,8 млн €), что стало рекордным показателем в сделках между двумя бразильскими клубами (впоследствии этот рекорд был побит только трансфером Гансо из «Сантоса» в «Сан-Паулу»). Данный переход вызвал неоднозначную реакцию как у болельщиков «тимао», так и «трёхцветных». Рикардиньо не смог добиться с «Сан-Паулу» таких же результатов, как и в «Коринтиансе», в 2004 году ненадолго съездил в английский «Мидлсборо», а затем присоединился ко своей третьей команде из штата Сан-Паулу, «Сантосу».
В стане «рыб» Рикардиньо вновь стал демонстрировать высокий уровень футбола и к концу года даже получил капитанскую повязку. Вместе с «Сантосом» Рикардиньо выиграл очередной титул чемпиона Бразилии, а также в третий раз в карьере попал в символическую сборную чемпионата. В 2006 году вернулся в «Коринтианс», но в этот раз провёл в команде лишь полгода и по окончании Кубка Либертадорес был продан в «Бешикташ».
В Турции за два года Рикардиньо выиграл Кубок страны, после чего провёл ещё один сезон в чемпионате Катара. Последним великим клубом в игровой карьере Рикардиньо стал «Атлетико Минейро», который, впрочем, в 2009—2011 годы испытывал проблемы с игрой и финансами. Завершил карьеру футболиста в «Баии» в 2011 году.
В составе сборной Бразилии Рикардиньо стал чемпионом мира в 2002 году. Он сыграл на победном турнире в трёх матчах. В 2006 году полузащитник сыграл ещё в двух матчах на чемпионате мира в Германии, но сборная Бразилии дошла лишь до ¼ финала. Также выступал за «селесан» на Кубке конфедераций 2003 года. Всего с 2000 по 2006 гг провёл за Бразилию 23 игры, в которых забил 1 гол.
По окончании карьеры футболиста стал работать тренером, первым клубом в новой роли для Рикардиньо стала родная «Парана». Также работал с «Сеарой» и «Аваи». В 2014 году помог «Понта-Прете» вернуться в Серию A.

## Достижения
- Чемпион штата Сан-Паулу (2): 1999, 2001
- Чемпион штата Парана (3): 1995, 1996, 1997
- Победитель турнира Рио-Сан-Паулу (1): 2002
- Чемпион Кубка Бразилии (1): 2002
- Чемпион Бразилии (2): 1998, 1999
- Обладатель Кубка Турции (1): 2007
- Клубный чемпион мира (1): 2000
- Чемпион мира (1): 2002
- Серебряный мяч (игрок символической сборной чемпионата Бразилии) (3): 1996, 2000, 2004